# Galeria de Arte de Ontário
O Art Gallery of Ontario (AGO) é um museu de arte no lado oriental do centro da Cidade de Toronto, Ontário, distrito de Chinatown, na Dundas Street West entre a McCaul Street e Beverley Street. Com 45 000 m² de espaço físico, o AGO é o oitavo maior museu de arte da América do Norte. Renovação de arte canadense famosa por Gehry Uma grande galeria com uma coleção canadense significativa, obras-primas europeias e uma reforma substancial de Frank Gehry.